# U brány věčnosti
At Eternity's Gate je životopisný film o nizozemském malíři Vincentu van Goghovi v období, kdy žil ve francouzském Arles.

## Detaily filmu
Film natočil režisér Julian Schnabel podle scénáře, který napsal ve spolupráci s Jean-Claudem Carrièrem. Schnabel uvedl, že prací na vývoji filmu strávil několik let před jeho oznámením v květnu 2017.
V roli van Gogha se ve filmu představil Willem Dafoe. Postavu Paula Gauguina ztvárnil Oscar Isaac. Producentem filmu je Jon Kilik. Natáčení filmu začalo v listopadu 2017. Schnabel, který je sám malířem, učil při natáčení Dafoea kvůli věrohodnosti malovat. Distribuční práva na film byla v květnu 2018 na Canneském festivalu prodána za 1,75 miliónu dolarů společnosti CBS Films.

## Obsazení
| Willem Dafoe   | Vincent van Gogh |
| Oscar Isaac    | Paul Gauguin     |
| Rupert Friend  | Theo van Gogh    |
| Mads Mikkelsen |                  |